# Les Rapaces du Troisième Reich
Pour plus de détails, voir Fiche technique et Distribution.
Les Rapaces du Troisième Reich (England Made Me) est un film britannique sorti en 1973, réalisé par Peter Duffell d'après un roman de Graham Greene.

## Synopsis
Anthony Farrant est un homme d'affaires naïf des années 1930 qui se rend en Allemagne après un voyage d'affaires. Il tombe sous le charme du financier charismatique Erich Krogh. Dans le monde d'Erich, l'opportunisme, la corruption et la décadence règnent.

## Fiche technique
- Réalisation : Peter Duffell
- Scénario : Desmond Cory et Peter Duffell d'après le roman England Made Me de Graham Greene paru en 1935[1]
- Production :   Atlantic Productions, Centralni Filmski Studio, Two World Film
- Lieu de tournage : Yougoslavie
- Photographie : Ray Parslow
- Direction artistique : Tony Wollard
- Musique : John Scott
- Montage : Malcolm Cooke
- Durée : 102 minutes
- Dates de sortie: 
  - juin 1973 ( Royaume-Uni)
  - 3 janvier 1974 ( France)

## Distribution
- Peter Finch : Erich Krogh
- Michael York : Anthony Farrant
- Hildegarde Neil : Kate Farrant
- Joss Ackland : Haller
- Michael Hordern : F. Minty
- Tessa Wyatt : Liz Davidge
- Michael Sheard : Fromm
- Richard Gibson : Young Tony
- Lalla Ward : Young Kate
- William Baskiville : Stein
- Demeter Bitenc : Reichsminister
- Vladan Živković : Heinrich
- Vlado Bacic : Hartmann
- Mirjana Nikolic : Nikki

## Distinctions
- Tony Wollard nommé pour un British BAFTA Award pour la direction artistique